# المختبر الجاف
المختبر الجاف هو مختبر حيث يتم إجراء التحليلات الرياضية الحسابية أو التطبيقية على نموذج تم إنشاؤه بواسطة الكمبيوتر لمحاكاة ظاهرة في المجال المادي. تشمل الأمثلة على هذه الظواهر الجزيئات التي تغير حالات الكم، أو أفق حدث الثقب الأسود أو أي شيء قد يكون مستحيلًا أو خطيرًا للغاية في ظل ظروف المختبر العادية. قد يشير هذا المصطلح أيضًا إلى مختبر يستخدم المعدات الإلكترونية في المقام الأول، على سبيل المثال، مختبر الروبوتات. يمكن أن يشير المختبر الجاف أيضًا إلى مساحة المختبر لتخزين المواد الجافة.  يستخدم المصطلح dry lab أيضًا في صناعة طباعة الصور للإشارة إلى أنظمة طباعة الصور الفوتوغرافية التي لا تستخدم استخدام المواد الكيميائية الفوتوغرافية «الرطبة».
يمكن أن يشير التجفيف الجاف أيضًا إلى توفير النتائج الخيالية (ولكن المعقولة) بدلاً من إجراء تجربة محددة.

## في كيمياء السيليكو
نظرًا لتزايد قوة الحوسبة بشكل كبير، فإن هذا النهج في البحث، والذي يشار إليه غالبًا باسم السيليكو (على عكس المختبر) ، قد جمع مزيدًا من الاهتمام خاصة في مجال المعلوماتية الحيوية. وبشكل أكثر تحديداً، في علم المعلوماتية الحيوية، يتم دراسة البروتينات أو البروتينات، وهو توضيح هياكلها غير المعروفة وأنماط الطي. كان النهج العام في توضيح بنية البروتين هو تنقية البروتين أولاً، وبلوره ثم إرسال الأشعة السينية من خلال بلورة البروتين المنقى هذه لملاحظة كيف تتحول هذه الأشعة السينية إلى نمط معين - وهي عملية يشار إليها باسم الأشعة البلورية. ومع ذلك، يكاد يكون من المستحيل تبلور العديد من البروتينات، وخاصة تلك الموجودة في الأغشية الخلوية، بسبب طبيعتها الكارهة للماء. على الرغم من وجود تقنيات أخرى، مثل الطيف الكتلي، فإن هذه وحدها لا تؤدي عمومًا إلى التوضيح الكامل لهيكل البروتين أو آليات الطي.

## الحوسبة الموزعة
كوسيلة لتجاوز القيود المفروضة على هذه التقنيات، تهدف مشاريع مثلFolding@home و Rosetta@home إلى حل هذه المشكلة باستخدام التحليل الحسابي، ويشار إلى هذه الوسيلة لحل بنية البروتين باسم تنبؤ بنية البروتين. على الرغم من أن العديد من المعامل لديها مقاربة مختلفة قليلاً، إلا أن المفهوم الرئيسي هو العثور، من عدد لا يحصى من التوافقات البروتينية، على أن التشكل لديه أقل طاقة أو، في حالة طي @ الصفحة الرئيسية، لإيجاد طاقات منخفضة نسبياً من البروتينات التي يمكن أن تسبب البروتين يفسد ويجمع بروتينات أخرى لنفسه - كما في حالة فقر الدم المنجلي. يتمثل المخطط العام في هذه المشروعات في تحليل عدد صغير من الحسابات على جهاز كمبيوتر، أو كمبيوتر شخصي عام، أو إرساله ليتم حسابه، ثم يحلل هذا الكمبيوتر احتمال أن يأخذ بروتين معين شكلًا معينًا أو تشكلًا معينًا. بناءً على كمية الطاقة اللازمة لهذا البروتين للبقاء في هذا الشكل، فإن هذه الطريقة لمعالجة البيانات هي ما يشار إليه عمومًا باسم الحوسبة الموزعة. يتم هذا التحليل على عدد كبير بشكل غير عادي من المطابقات المختلفة، وذلك بسبب دعم مئات الآلاف من أجهزة الكمبيوتر المنزلية، على أمل العثور على التشكل من أدنى طاقة ممكنة أو مجموعة من المطابقة لأدنى طاقة ممكنة بالنسبة لأي تطابقات هي مختلفة قليلا فقط. على الرغم من أن القيام بذلك أمر صعب للغاية، يمكن للمرء، من خلال مراقبة توزيع الطاقة لعدد كبير من المطابقات، على الرغم من العدد غير المحدود تقريبًا من تطابقات البروتين المختلفة الممكنة لأي بروتين معين (انظر Levinthal Paradox) ، مع وجود عدد كبير معقول من طاقة البروتين أخذ العينات، ويتنبأ عن كثب نسبيا ما هو التشكل، ضمن مجموعة من المطابقات، لديه أدنى طاقة متوقعة باستخدام طرق في الاستدلال الإحصائي. هناك عوامل أخرى مثل تركيز الملح، ودرجة الحموضة، ودرجة الحرارة المحيطة أو مركبات التشابيرونين، وهي بروتينات تساعد في عملية طي البروتينات الأخرى، والتي يمكن أن تؤثر بشكل كبير على كيفية تطيير البروتين. ومع ذلك، إذا تبين أن البروتين المعطى يطوي من تلقاء نفسه، وخاصة في المختبر، يمكن دعم هذه النتائج بشكل أكبر. بمجرد أن نرى كيف يمكن طي البروتين، يمكننا أن نرى كيف يعمل كمحفز، أو في التواصل داخل الخلايا، على سبيل المثال تفاعل المستقبلات العصبية. كيف يمكن استخدام مركبات معينة لتعزيز أو منع وظيفة هذه البروتينات وكيف يلعب البروتين المُوَضَّح دورًا عامًا في أمراض مثل مرض الزهايمر أو مرض هنتنغتون، يمكن فهمه بشكل أفضل بكثير.
بالطبع، هناك العديد من طرق البحث الأخرى التي تم فيها تطبيق نهج المختبر الجاف. حظيت الظواهر الفيزيائية الأخرى، مثل الصوت، وخصائص المركبات المكتشفة حديثًا أو الافتراضية، ونماذج ميكانيكا الكم، باهتمام كبير في هذا المجال في الآونة الأخيرة.